# جميل واتكينز
جميل واتكينز (بالإنجليزية: Jameel Watkins)‏ مواليد 2 أغسطس 1977 في بروكلين، هو لاعب كرة سلة أمريكي. بدأ مسيرته الاحترافية في سنة 2000. يبلغ طوله 6 قدم 10 بوصة (2.1 م).

## المسيرة الاحترافية
لعب مع نادي قصرش لكرة السلة في الدوري الإسباني في سنة 2001، ثم لعب مع دون بوسكو ليفورنو في الدوري الإيطالي في موسم 2001–2002، ثم لعب مع بكين دوكز في الدوري الصيني في سنة 2004.

## روابط خارجية
- جميل واتكينز على موقع الدوري الإسباني لكرة السلة (الإسبانية)
- جميل واتكينز على موقع كرة السلة الأوروبية.كوم (الإنجليزية)
- جميل واتكينز على موقع كلية كرة السلة في سبورتس رفرنس.كوم (الإنجليزية)
- جميل واتكينز على موقع ريلجم (الإنجليزية)
- جميل واتكينز على موقع بروبوليرز (الإنجليزية)
- جميل واتكينز على موقع سبورتس رفرنس (الإنجليزية)
- جميل واتكينز على موقع سبورتس رفرنس (الإنجليزية)